# Vikhorevka
Vikhorevka (en russe : Вихоревка) est une ville de l'oblast d'Irkoutsk, en Russie. Sa population s'élevait à 20 708 habitants en 2021.

## Géographie
Vikhorevka est située dans le sud de la Sibérie, sur la rive gauche de la rivière Vikhorevka, dans le bassin de l'Angara. Elle se trouve à 465 km au nord-ouest d'Irkoutsk et à 35 km à l'ouest de Bratsk. 
Vikhorevka fait partie du raïon de Bratsk. 

## Histoire
Vikhorevka fut créée en 1947 pour loger les travailleurs employés à la construction de la voie ferrée Taïchet-Bratsk. La ville reçut le nom d'un officier arquebusier tué par des Toungouses en 1630, Vikhot Savine. Elle accéda au statut de commune urbaine en 1957 puis à celui de ville en 1966.

## Population
Recensements ou estimations de la population
| 1959*  | 1970*  | 1979*  | 1989*  | 2002*  |
| ------ | ------ | ------ | ------ | ------ |
| 10 861 | 17 901 | 20 502 | 23 872 | 24 763 |

| 2010*  | 2012   | 2013   | 2014   | 2015   |
| ------ | ------ | ------ | ------ | ------ |
| 22 520 | 22 205 | 21 963 | 21 767 | 21 597 |

| 2016   | 2017   | 2018   | 2019   | 2020   |
| ------ | ------ | ------ | ------ | ------ |
| 21 459 | 21 279 | 21 118 | 20 955 | 20 833 |

| 2021   | - | - | - | - |
| ------ | - | - | - | - |
| 20 708 | - | - | - | - |

## Économie
La ville possède une entreprise d'exploitation forestière.